# Irã (Edom)
Irã (em hebraico: אירם) era um clã edomita (possivelmente o nome de um chefe de mesmo nome) mencionado em Gênesis 36:31–43.